# Fade to Black (jogo)
Fade to Black é um jogo eletrônico lançado em 1995 pela Delphine Software International. É a continuação do jogo anterior Flashback.
O jogo foi lançado para DOS e PlayStation. A versão para PlayStation também foi lançada como um download para PlayStation 3 e PlayStation Portable na Europa em 31 de janeiro de 2008. Ele também devia ser lançado para Nintendo 64 (Ultra-64, naquela época) e Sega Saturn.